# Josef Marschall (Schriftsteller)
Josef Marschall (* 2. Oktober 1905 in Wien; † 24. November 1966 in Eisenstadt, Burgenland) war ein österreichischer Bibliothekar und Schriftsteller, der in psychologisch geschickt motivierten Romanen zwiespältige Charaktere, vor allem von Musikern, schilderte.

## Leben
Josef Marschall, der als Oberstaatsbibliothekar und stellvertretender Direktor der Universitätsbibliothek der Universität Wien tätig war, verfasste zunächst Erzählungen und gab sein literarisches Debüt mit Der Dämon, einer Erzählung aus dem Leben des Komponisten und Musikkritikers Hugo Wolf.
In seinen anschließenden psychologisch geschickt motivierten Romanen schilderte er zwiespältige Charaktere, vor allem von Musikern wie in Die vermählten Junggesellen: Ein fröhlicher Roman um Haydn (1931) über den Komponisten Joseph Haydn. Seinen größten kommerziellen Erfolg hatte er mit seinem 1940 erschienenen Hauptwerk Der Fremde, das bis 1948 in mehreren Neuauflagen, 1953 in einer Neufassung und nochmals 1988 erschien. Daneben befasste er sich in seinen Werken mit dem dörflichen Leben im Burgenland.
Später verfasste er überwiegend Gedichte. Sein letztes Werk war der 1967 posthum veröffentlichte Gedichtband Fahrt ans Ufer. Zwei seiner Gedichte wurden von Felix Braun in "Der Tausendjährige Rosenstrauch" (Deutsche Gedichte 1973) aufgenommen.
In Eisenstadt wurde die Dr. Josef Marschall-Straße ⊙ und in St. Margarethen im Burgenland die Josef-Marschall-Straße ⊙ nach ihm benannt.

## Veröffentlichungen
- Der Dämon, Erzählung, 1930
- Die vermählten Junggesellen, Roman, 1931
- Der Fremde, Roman, 1940
- Herbstgesang, Gedichte, 1949
- Wir Lebendigen, Gedichte, 1952
- Schritt im Unendlichen, Gedichte, 1954
- Alles Atmende, Gedichte, 1955
- Die Vertreibung aus dem Paradies, Erzählungen, 1956
- Flöte im Lärm. Gedichte aus den Jahren 1945 bis 1960, 1961
- Erwartungen. Sechs Novellen, 1964
- Fahrt ans Ufer, Gedichte, 1967